# The Last Shadow Puppets
The Last Shadow Puppets é uma banda inglesa composta pelos cantores Alex Turner, do grupo Arctic Monkeys, e Miles Kane, do grupo The Rascals.

## História
Em agosto de 2007, a revista NME do Reino Unido, publicou que o cantor da banda Arctic Monkeys, Alex Turner, juntamente com o cantor da banda The Rascals, Miles Kane, gravariam um álbum com a ajuda de James Ford. Alex e Miles conheceram-se quando a ex-banda de Miles, The Little Flames, deu suporte aos Arctic Monkeys na Turnê de Maio/Junho de 2005, no Reino Unido. A ajuda continuou na Turnê de 2007, Turner e Kane começaram a escrever algumas músicas juntos para um projeto. Kane ainda participou da música "505" que fecha o álbum Favourite Worst Nightmare, segundo álbum dos Arctic Monkeys. As gravações ocorreram na França, no final de Agosto. Durante as gravações Alex Turner e Miles Kane gravaram um documentário com a história do projeto.
Em 20 de Janeiro de 2008, a dupla anúnciou que a banda se chamaria The Last Shadow Puppets e o álbum se chamaria The Age Of The Understatement que foi lançado dia 21 de Abril de 2008. A primeira música que foi lançada oficialmente traz o nome do álbum, e também foi divulgado um videoclipe desta.
A banda anunciou uma turnê pela Europa nos meses de agosto e novembro de 2008, além ter sido indicada ao Mercury Prize, prêmio que nomeia o melhor álbum Britânico no ano.
A 1 de Abril de 2016 lançaram o segundo álbum Everything You've Come To Expect. A tour tinha já começado no Reino Unido semanas antes. The Last Shadow Puppets actuaram pela Europa, Estados Unidos e México tanto em salas fechadas como em grandes festivais com soberbos originais e covers de artistas históricos como The Beatles, Leonard Cohen, David Bowie, The Smiths e Jacques Dutronc para gáudio dos fãs do rock. O último concerto oficial anunciado ocorreu no festival Rock en Seine, em Paris, a 26 de Agosto.

## Discografia

### Álbum de estúdio
- The Age of the Understatement (2008)
- Everything You've Come to Expect (2016)

### Singles
- "The Age Of The Understatement"
- "Standing Next to Me"
- "My Mistakes Were Made For You"
- "Bad Habits"
- "Everything You've Come To Expect"
- "Aviation "
- "Miracle Aligner"
- "Is this What You Wanted"

### Videografia
- The Age of the Understatement
- Standing Next to Me
- My Mistakes Were Made For You
- Bad Habits
- Everything You've Come To Expect
- Aviation
- Miracle Aligner
- Is This What You Wanted (2016)

## Ligações Externas
- Daily Music Guide Standing Next To You review
- Revisão do último single do LSP 'My Mistakes Were Made For You'
- Site Oficial
- Entrevista com Alex Turner 'L.A. Weekly Outubro de 2008